# The Fraternity of Man
The Fraternity of Man war eine US-amerikanische Rockgruppe, die sich 1968 um Elliot Ingber formierte.
Dieser Gitarrist kam von den Mothers Of Invention und gründete dann mit Warren Klein (Gitarre/Sitar), Martin Kibbee (Bass) und Richard Hayward (Schlagzeug) die Fraternity. Lawrence „Stash“ Wagner (Sänger/Gitarre) stieß noch dazu. Sie spielten ein breit gefächertes Repertoire, vom melodischen Flower-Power („Wispy Paisley Skies“) bis zu politischen Liedern („Just Doin’ Our Job“). Sie spielten Blues-Rock und Psychedelic-Rock, sie coverten Frank Zappas „Oh No“, aber am meisten sind sie bekannt geworden durch ihren Song „Don’t Bogart Me“ (auch "Don't Bogart that Joint my Friend"). Die Band spielte damit auf Humphrey Bogart an, der in vielen seiner Rollen ständig eine angezündete Zigarette im Mundwinkel behält. Ein Joint sollte stattdessen an andere Konsumenten weitergegeben und so geteilt werden. 'To bogart' wurde zu einem feststehenden Begriff im US-Englisch in der Bedeutung "horten, für sich behalten". Der Song wurde dann im Film Easy Rider Teil des Soundtracks.

## Diskografie
- Fraternity Of Man  1968
  - In the Morning - Plastic Rat - Don't Bogart Me - Stop Me Citate Me - Bikini Baby - Oh No I Don't Believe It - Wispy Paisley Skies - Field Day - Just Doin' Our Job - Blue Guitar - Last Call For Alcohol - Candy Striped Lion's Tails
- Get It On 1969
  - Boo Man - Don't Start Me Talkin' - Pool Of Tears - The Throbber - Cat's Squirrel - Too High To Eat - Forget Her - Coco Lollipop - Trick Bag - Mellow Token
- X 1995
  - Don't Bogart Me - Bikini Baby - Fherinst - F*** Her - Everybody's Rockin'